# Le Brave Soldat Chvéïk (film, 1960)
Pour les articles homonymes, voir Le Brave Soldat Chvéïk (homonymie).
Pour plus de détails, voir Fiche technique et Distribution.
Le Brave Soldat Chvéïk (titre original : Der brave Soldat Schwejk) est un film allemand réalisé par Axel von Ambesser, sorti en 1960.
Il s'agit d'une adaptation du roman Les Aventures du brave soldat Švejk de Jaroslav Hašek, avec Heinz Rühmann dans le rôle-titre.

## Synopsis
L'artiste bohémien Chvéïk gagne sa vie à Prague comme dresseur de chien. Il est condamné à de la prison pour crime de lèse-majesté. Cependant, comme il est considéré comme un simple d'esprit, il est envoyé en asile psychiatrique. Trois docteurs examinent son état physique et mental. Lorsque l'un d'eux se demande s'il simule, Chvéïk affirme qu'il est officiellement reconnu idiot.
La Première Guerre mondiale éclate, Chvéïk est mobilisé comme soldat dans l'armée de l'Autriche-Hongrie. À cause de son rhumatisme, il est nommé domestique auprès de l'Oberleutnant Lukas. Il fait tout pour être envoyé au front, passant son temps à jouer aux cartes avec de jolies filles. Il a une liaison avec Kathi, une femme mariée. Quand il veut se séparer d'elle, il envoie alors un télégramme au mari cocu qui s'en prend à sa femme. Lors d'une partie de cartes, Lukas perd son argent et Chvéïk face à un colonel, mais Chvéïk rachète sa liberté avec l'argent et revient auprès de lui.
Un jour, Chvéïk se procure un terrier. Lukas se réjouit du chien, même s'il ne s'entend pas avec son chat. Alors que Chvéïk promène son chien avec une jolie fille nommée Gretl, il tombe sur son supérieur, le véritable propriétaire de l'animal. Lukas est accusé de recel et accepte d'être transféré à České Budějovice plutôt que de mourir au front. Ensemble dans le train pour le sud du pays, Chvéïk tire sur l'arrêt d'urgence. Comme il n'a pas l'argent pour payer l'amende, il doit descendre à la prochaine gare et fait le reste du voyage à pied. Il est arrêté pour désertion et détenu, pris pour un espion russe. Toutefois, en raison de sa naïveté et de sa maladresse, il est encore libéré.
Il se présente auprès de Lukas, mais celui-ci a déjà un nouveau domestique. Chvéïk envoie une lettre à l'amour de l'Oberleutnant. Juste avant de la poster, il rencontre son vieil ami Woditschka, ils boivent un coup ensemble. Dans son ivresse, il donne sa lettre. Le mari de la destinataire retourne chez lui et la trouve. Pour protéger Lukas, Chvéïk avoue avoir écrit la lettre.
Lukas et Chvéïk sont envoyés vers le front russe. Alors qu'ils sont la cible des ennemis sur le champ de bataille, Chvéïk cueille un trèfle à quatre feuilles qu'il donne à Lukas pour qu'il lui porte chance. Peu après, l'officier est mortellement blessé. Ensuite Chvéïk se lie d'amitié avec un soldat russe, en cachette dans un champ de maïs, ils échangent leurs uniformes. Le naïf est capturé par l'armée autrichienne. Il est condamné à mort pour désertion et traîtrise et doit passer devant un peloton d'exécution. Mais alors l'armistice est déclaré. Chvéïk revient chez lui et partage un verre avec Woditschka qui a perdu une jambe durant la guerre. Malgré tout le monde qui a bougé autour de lui, Chvéïk est resté le même.

## Fiche technique
- Titre : Le Brave Soldat Chvéïk
- Titre original : Der brave Soldat Schwejk
- Réalisation : Axel von Ambesser assisté de Karl Stanzl
- Scénario : Hans Jacoby
- Musique : Bernhard Eichhorn
- Direction artistique : Isabella Schlichting, Werner Schlichting
- Costumes : Leo Biel
- Photographie : Richard Angst
- Son : Hans Riedl
- Montage : Angelica Appel, Hermann Haller
- Production : Artur Brauner
- Société de production : CCC-Film
- Société de distribution : Gloria
- Pays de production :  Allemagne de l'Ouest
- Langue : allemand
- Format : Noir et blanc - 1.37:1 - Mono - 35 mm
- Genre : Comédie
- Durée : 96 minutes
- Dates de sortie :
  - Allemagne de l'Ouest : 22 septembre 1960.
  - États-Unis : 20 août 1963.
  - France : 1er février 1965[1].

## Distribution
- Heinz Rühmann : Schwejk
- Ernst Stankovski (de) : l'Oberleutnant Lukas
- Franz Muxeneder : Woditschka
- Ursula Borsodi : Kathi
- Erika von Thellmann (de) : La baronne
- Senta Berger : Gretl
- Fritz Imhoff : le serveur au "Kelch"
- Jane Tilden : La femme de chambre
- Rudolf Rhomberg (de) : l'indicateur
- Fritz Eckhardt : Wendler
- Hugo Gottschlich : le sergent Flanderka
- Michael Janisch : un soldat russe
- Fritz Muliar : un soldat russe
- Marisa Mell : Olly
- Alma Seidler : Rosa
- Hans Thimig : un officier
- Hans Unterkircher : un officier
- Erik Frey : le colonel
- Otto Schmöle : le général-major von Schwarzenberg